# Neobatrachus
A Neobatrachus a kétéltűek osztályának békák (Anura) rendjébe és a mocsárjáróbéka-félék (Limnodynastidae) családjába tartozó nem. 
A nemet elsőként Wilhelm Peters írta le 1863-ban. A nem taxonómiai felülvizsgálatának eredményeit 2010-ben publikálták, ekkor tisztázták a nem több fajának elnevezését, és felülvizsgálták a szerző által leírt Neobatrachus albipes példány azonosságát. Wells és Wellington a Neobatrachus sudelli faj monofiletikus csoportba sorolása céljából 1985-ben létrehozott egy új, Neoruinosus nevű nemet, melyet a 2010-es felülvizsgálat a Neobatrachus szinonímájaként ismert el.

## Elterjedése
A nembe tartozó fajok Ausztráliában honosak.

## Rendszerezés
A nembe az alábbi fajok tartoznak:
- Neobatrachus albipes Roberts, Mahony, Kendrick & Majors, 1991
- Neobatrachus aquilonius Tyler, Davies & Martin, 1981
- Neobatrachus fulvus Mahony & Roberts, 1986
- Neobatrachus kunapalari Mahony & Roberts, 1986
- Neobatrachus pelobatoides (Werner, 1914)
- Neobatrachus pictus Peters, 1863
- Neobatrachus sudelli Lamb, 1911
- Neobatrachus sutor Main, 1957
- Neobatrachus wilsmorei (Parker, 1940)